# 沃尔克朗日
沃尔克朗日（法語：Volkrange，法語發音：[vɔlkʁɑ̃ʒ]；洛林法兰克语：Wolkrénge、Woolkréng、Wolkréngen）是法国摩泽尔省的一个旧市镇，位于该省西北部，蒂永维尔市区西北。1811年，市镇伯旺日苏圣米歇尔并入沃尔克朗日。1969年，沃尔克朗日并入蒂永维尔。

## 地理
沃尔克朗日（49°21'26"N, 6°5'24"E）位于法国大東部大區摩泽尔省，该省份为法国东北部内陆省份，是洛林的一部分，西南接默尔特-摩泽尔省，东临下莱茵省，北与卢森堡和德国接壤。
沃尔克朗日的时区为UTC+01:00、UTC+02:00（夏令时）。

## 行政
沃尔克朗日的邮政编码为57100，INSEE市镇编码为57729。

## 人口
沃尔克朗日于1975时的人口数量为1171人。